# Zosterops luteus
Zosterops luteus е вид птица от семейство Zosteropidae.

## Разпространение
Видът е разпространен в Австралия.